# Светско првенство у кошарци 2019 — група Е
„Група Е на Светском првенству у кошарци 2019.” је пета група на Светском првенству које ће бити одиграно у Кини. Групна фаза овог такмичења почиње 1. септембра и трајаће до 5. септембра 2019. године. У групи Е ће се састати репрезентације Турске, Чешке, САД-а и Јапана. Утакмице се играју у Спортском центру Шангај у Шангају. Свака репрезентација ће играти једна против друге (укупно три кола). Након што се одиграју утакмице, два најбољепласирана тима ће се пласирати у другу фазу такмичења, а два најлошијепласирана тима ће играти Класификационе кругове (распоред од 17. до 32. места).

## Тимови
| Група Е                                   |
| ----------------------------------------- |
| Турска · Чешка · Сједињене Државе · Јапан |

| Репрезентација   | Квалификовани          | Квалификовани       | Наступ          | Наступ         | Најбољи наступ                         | Ранг на Фибиној листи |
| Репрезентација   | Квалификовани као      | Датум               | Последњи наступ | Укупно наступа | Најбољи наступ                         | Ранг на Фибиној листи |
| ---------------- | ---------------------- | ------------------- | --------------- | -------------- | -------------------------------------- | --------------------- |
| Турска           | Европске квалификације | 2. децембар 2018.   | 2014            | 5              | Другопласирани (2010)                  | 17                    |
| Чешка            | Европске квалификације | 16. септембар 2018. | N/A             | 1              | Дебитант                               | 24                    |
| Сједињене Државе | Америчке квалификације | 2. децембар 2018.   | 2014            | 18             | Шампион (1954, 1986, 1994, 2010, 2014) | 1                     |
| Јапан            | Азијске квалификације  | 24. фебруар 2019.   | 2006            | 5              | 11. место (1967)                       | 48                    |

## Пласман (Табела)
| Поз. | Табела групе Е   | ИГ | Д | И | П+  | П-  | Разл. | Бод. | Коментари                       |
| ---- | ---------------- | -- | - | - | --- | --- | ----- | ---- | ------------------------------- |
| 1.   | Сједињене Државе | 3  | 3 | 0 | 279 | 204 | +75   | 6    | Пласман у другу рунду           |
| 2.   | Чешка            | 3  | 2 | 1 | 247 | 240 | +7    | 5    | Пласман у другу рунду           |
| 3.   | Турска           | 3  | 1 | 2 | 254 | 251 | +3    | 4    | Распоред од 17. до 32. позиције |
| 4.   | Јапан            | 3  | 0 | 3 | 188 | 273 | -85   | 3    | Распоред од 17. до 32. позиције |

## Утакмице

### Турска vs. Јапан
| 1. септембар 2019. 16:30 | Boxscore | Турска                                                        | 86 : 67 | Јапан                         | Спортски центар Шангај, Шангај Гледаоци: 16.000 Судије: Александар Глишић, Фердинанд Пасквал, Андрис Аункроџерс |  |
| 1. септембар 2019. 16:30 | Boxscore | Четвртине: 28:12, 19:23, 20:14, 19:18                         |         |                               | Спортски центар Шангај, Шангај Гледаоци: 16.000 Судије: Александар Глишић, Фердинанд Пасквал, Андрис Аункроџерс |  |
| 1. септембар 2019. 16:30 | Boxscore | Поени: Махмутоглу 17 Скокови: Иљасова 9 Асистенције: Балбај 8 |         | Хачимура 15 Хачимура 7 Баба 4 | Спортски центар Шангај, Шангај Гледаоци: 16.000 Судије: Александар Глишић, Фердинанд Пасквал, Андрис Аункроџерс |  |

### Чешка vs. САД
| 1. септембар 2019. 20:30 | Boxscore | Чешка                                                             | 67 : 88 | Сједињене Државе          | Спортски центар Шангај, Шангај Гледаоци: 17.800 Судије: Мануел Мацони, Војчех Лишка, Дуан Зу |  |
| 1. септембар 2019. 20:30 | Boxscore | Четвртине: 14:17, 15:26, 19:23, 19:22                             |         |                           | Спортски центар Шангај, Шангај Гледаоци: 17.800 Судије: Мануел Мацони, Војчех Лишка, Дуан Зу |  |
| 1. септембар 2019. 20:30 | Boxscore | Поени: Саторански 17 Скокови: Бохачик 9 Асистенције: Саторански 5 |         | Мичел 16 Тарнер 7 Вокер 4 | Спортски центар Шангај, Шангај Гледаоци: 17.800 Судије: Мануел Мацони, Војчех Лишка, Дуан Зу |  |

### Јапан vs. Чешка
| 3. септембар 2019. 16:30 | Boxscore | Јапан                                                                    | 76 : 89 | Чешка                                  | Спортски центар Шангај , Шангај Гледаоци: 12.200 Судије: Мануел Мацони, Андрис Аункроџерс, Ким Јонг-кук |  |
| 3. септембар 2019. 16:30 | Boxscore | Четвртине: 18:18, 22:27, 15:19, 21:25                                    |         |                                        | Спортски центар Шангај , Шангај Гледаоци: 12.200 Судије: Мануел Мацони, Андрис Аункроџерс, Ким Јонг-кук |  |
| 3. септембар 2019. 16:30 | Boxscore | Поени: Хачимура 21 Скокови: Фазекас 10 Асистенције: Хачимура, Шинојама 4 |         | Бохачик, Шилб 22 Балвин 8 Саторански 7 | Спортски центар Шангај , Шангај Гледаоци: 12.200 Судије: Мануел Мацони, Андрис Аункроџерс, Ким Јонг-кук |  |

### САД vs. Турска
| 3. септембар 2019. 20:30 | Boxscore | Сједињене Државе                                        | 93 : 92 (ОТ) | Турска                        | Спортски центар Шангај, Шангај Гледаоци: 18.000 Судије: Александар Глишић, Фердинанд Пасквал, Војчех Лишка |  |
| 3. септембар 2019. 20:30 | Boxscore | Четвртине: 26:21, 21:21, 18:19, 16:20, 12:11            |              |                               | Спортски центар Шангај, Шангај Гледаоци: 18.000 Судије: Александар Глишић, Фердинанд Пасквал, Војчех Лишка |  |
| 3. септембар 2019. 20:30 | Boxscore | Поени: Вокер 14 Скокови: Тејтум 11 Асистенције: Вокер 7 |              | Иљасова 23 Иљасова 14 Осман 4 | Спортски центар Шангај, Шангај Гледаоци: 18.000 Судије: Александар Глишић, Фердинанд Пасквал, Војчех Лишка |  |

### Турска vs. Чешка
| 5. септембар 2019. 16:30 | Boxscore | Турска                                                             | : 91 | Чешка                      | Спортски центар Шангај, Шангај Судије: Александар Глишић, Фердинанд Пасквал, Војчех Лишка |  |
| 5. септембар 2019. 16:30 | Boxscore | Четвртине: 16:25, 19:21, 25:23, 16:25                              |      |                            | Спортски центар Шангај, Шангај Судије: Александар Глишић, Фердинанд Пасквал, Војчех Лишка |  |
| 5. септембар 2019. 16:30 | Boxscore | Поени: Осман 24 Скокови: три играча 4 Асистенције: четири играча 3 |      | Хрубан 18 Балвин 11 Шилб 8 | Спортски центар Шангај, Шангај Судије: Александар Глишић, Фердинанд Пасквал, Војчех Лишка |  |

### САД vs. Јапан
| 5. септембар 2019. 20:30 | Boxscore | Сједињене Државе                                       | 98 : 45 | Јапан                       | Спортски центар Шангај, Шангај Судије: Мануел Мацони, Андрис Аункроџерс, Дуан Зу |  |
| 5. септембар 2019. 20:30 | Boxscore | Четвртине: 23:9, 33:14, 28:8, 14:14                    |         |                             | Спортски центар Шангај, Шангај Судије: Мануел Мацони, Андрис Аункроџерс, Дуан Зу |  |
| 5. септембар 2019. 20:30 | Boxscore | Поени: Браун 20 Скокови: Тарнер 9 Асистенције: Вокер 8 |         | Баба 18 Такеучи 6 Ватанбе 2 | Спортски центар Шангај, Шангај Судије: Мануел Мацони, Андрис Аункроџерс, Дуан Зу |  |

### Занимљивости
- Ово ће бити трећа утакмица између САД-а и Турске на Светском првенству, САД-а је победила Турске оба пута, а задњи пут су играли 2014. године, што је била задња такмичарска утакмица између ове две селекције.
- Ово ће бити прва такмичарска утакмица између Чешке и САД-а.
- Ово ће бити прва такмичарска утакмица између Турске и Јапана.
- Ово ће бити прва такмичарска утакмица између Јапана и Чешке.
- Ово ће бити прва утакмица између САД-а и Јапан на Светском првенству. САД је победио Јапан 1972. године.
- Ово ће бити прва утакмица између Турске и Чешке на Светском првенству. Турске је победила Чешку 2017. године.
- Чешка први пут учествује на Светском првенству.